# Cerro Avispa
Cerro Avispa es un tepuy en el Municipio Río Negro del estado de Amazonas, al sur del país sudamericano de Venezuela. Forma parte del Macizo Neblina-Aracamuni, que se encuentra al sur de Cerro Aracamuni (con el que comparte una zona de pendiente común) y al norte del Cerro de la Neblina. Cerro Avispa y Cerro Aracamuni tienen un área de la cumbre combinado de 238 kilómetros  cuadrados) y una zona de pendiente combinada estimado de 658 kilómetros cuadrados). Ambos, Cerro-meseta tienen una elevación máxima de alrededor de 1.600 metros.